# Neerhelst

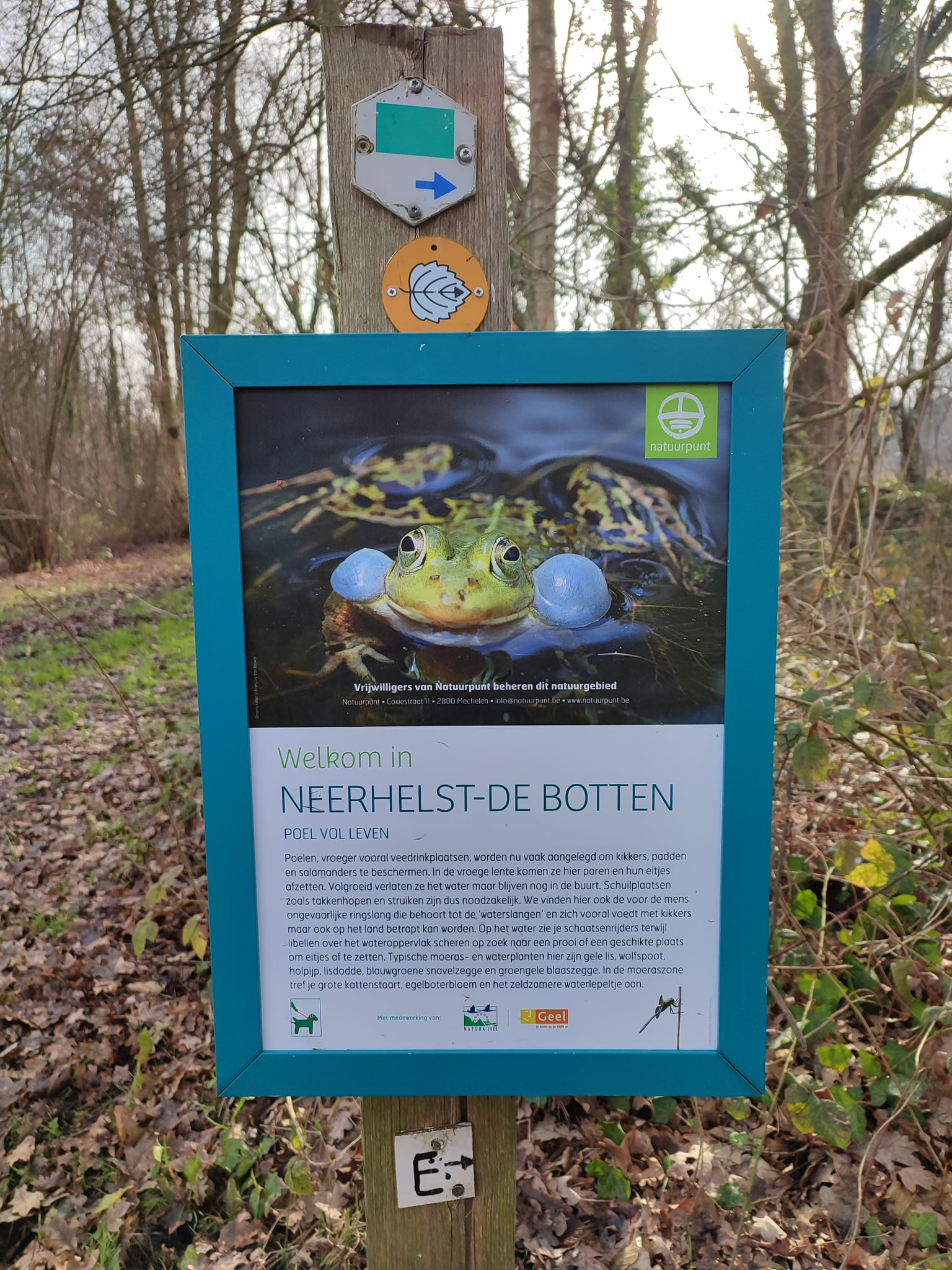
Neerhelst

Neerhelst is een natuurgebied van 14 ha dat zich bevindt ten noorden van Larum. Het gebied is eigendom van Natuurpunt.
Het gebied wordt begrensd door een aantal riviertjes, zoals de Larumse Loop, die het water afvoeren naar de Kleine Nete. In het noorden wordt het terrein begrensd door het Kanaal Bocholt-Herentals. Het kalkrijke Maaswater uit dit kanaal werd gebruikt ter bevloeiing van dit gebied, zodat dit nu gevarieerder dan voorheen is en ook onder meer natte hooilandjes omvat. Ook zijn er enkele poelen, weiden, hakhoutbosjes en een zandduin.
Tot de vlinders kunnen worden gerekend: oranjetip, atalanta, boomblauwtje, bruin zandoogje en oranje zandoogje, landkaartje, dagpauwoog, icarusblauwtje, citroenvlinder en gehakkelde aurelia. Tot de broedvogels behoren: blauwborst, kleine karekiet, spotvogel, torenvalk, steenuil en wulp.
Zeldzame planten die in het gebied groeien zijn onder meer: gevlekte orchis, breedbladige orchis, kleine ratelaar, holpijp, wateraardbei, gewone addertong, breedbladige waterranonkel, dotterbloem, waterlepeltje, aarvederkruid en waterviolier.